# Vitstrupig eukalyptuskrypare
Vitstrupig eukalyptuskrypare (Cormobates leucophaea) är en fågel i familjen eukalyptuskrypare inom ordningen tättingar endemisk för Australien.

## Utseende och läte
Vitstrupig eukalyptuskrypare är en 13-17 cm lång fågel med vit strupe och bröst med brunvitbandad buk och flanker. Ovansidan är mörkt gråbrun med en beigefärgad fläck på vingen. Den saknar olikt övriga eukalyptuskrypare ett ljusare ögonbrynsstreck. Fötter och ben är svarta. Honan känns igen på en blek orangebrun fläck på kinden, medan ungfåglarna har orangebrun övergump och vita teckningar på skapularerna. Lätet är ett gällt pipande.

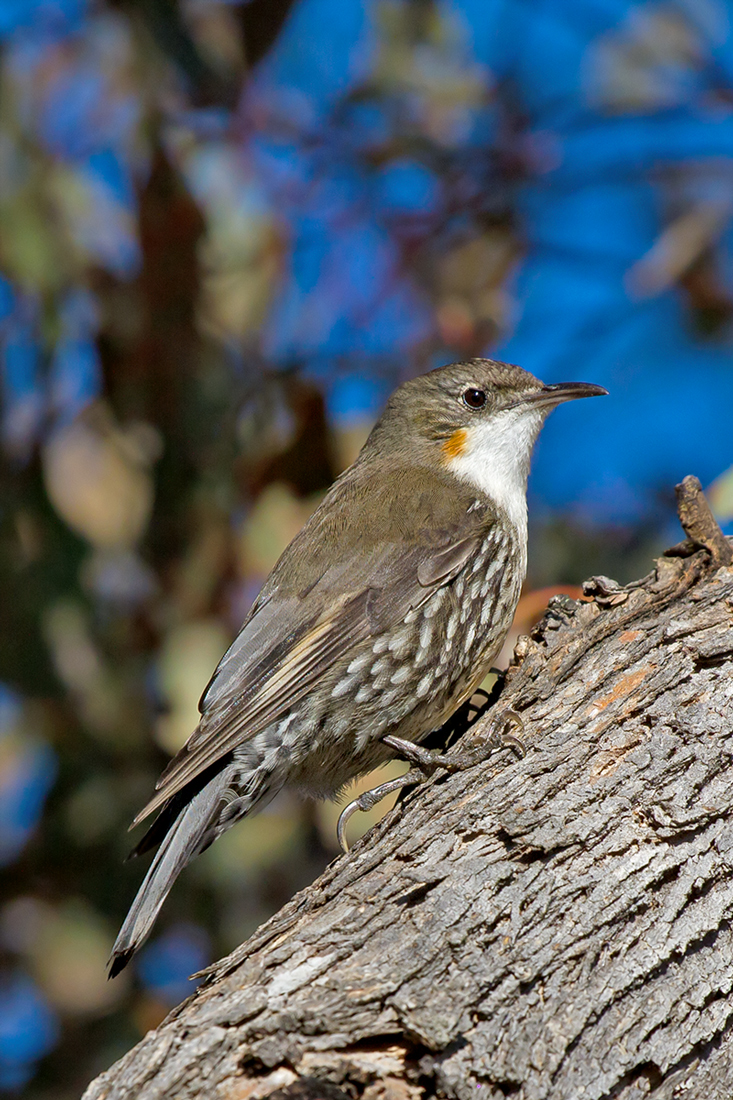
Hona med karakteristiska orangebruna kinden.

## Utbredning och systematik
Vitstrupig eukalyptuskrypare delas in i fem underarter i två grupper, med följande utbredning:
- Cormobates leucophaea minor – förekommer i nordöstra Queensland (höglänta områden i Cooktown, Atherton Plateau och Paluma)
- leucophaea-gruppen
  - Cormobates leucophaea intermedia – förekommer i östra Queensland (Clarke och Connors Ranges)
  - Cormobates leucophaea metastasis – förekommer i östra Australien (Fitzroy R., Queensland till Hunter R., New South Wales)
  - Cormobates leucophaea leucophaea – förekommer i sydöstra Australien (centrala New South Wales till södra Victoria och sydöstra South Australia)
  - Cormobates leucophaea grisescens – förekommer i södra Australien (Lofty Range)

### Släktskap
På grund av sina liknande vanor och utseende behandlades eukalyptuskrypare förr som en del av familjen trädkrypare. De är dock inte alls nära släkt. Medan trädkryparna på norra halvklotet står exempelvis nära nötväckor och gärdsmygar är eukalyptuskryparna systergrupp till lövsalsfåglarna och utgör tillsammans en helt egen och mycket gammal utvecklingslinje. 

## Levnadssätt
Eukalyptuskrypare är små tättingar som intar samma nisch som norra halvklotets trädkrypare, men är inte alls nära släkt med dessa. Denna art förekommer framför allt i fuktig skog med hårdbladsväxter och i regnskog. Den är mestadels insektsätare som främst äter myror, men intar också nektar. En studie från 2007 visar att den föredrar att födosöka på eukalyptusträdet Eucalyptus macrorhyncha med lösare bark, till skillnad från övriga eukalyptuskrypare som istället ses kring eukalyptusarten Eucalyptus rossii. Fåglar plockar föda från barken eller hackar i död ved i jakt på insekter.

### Häckning
Till skillnad från eukalyptuskrypare i släktet Climateris häckar inte denna art kooperativt. Den häckar från augusti till december och bygger sitt bo i ett trädhål cirka fyra till fem meter över mark. Den lägger två till tre gräddvita ovala ägg sparsamt strödda med lila eller rödbruna fläckar.

## Status
Arten har ett stort utbredningsområde och beståndet anses vara stabilt. Internationella naturvårdsunionen IUCN listar den därför som livskraftig (LC).